# Август (герцог Саксен-Вейсенфельский)
Август Саксен-Вайсенфельсский (нем. August von Sachsen-Weißenfels; 13 августа 1614, Дрезден — 4 июня 1680, Галле, Магдебургское герцогство) — первый герцог немецкого княжества Саксен-Вейсенфельс, князь Саксен-Кверфурта и последний церковный администратор (протестантский епископ) Магдебургского архиепископства, основатель одной из линий альбертинских Веттинов — герцогов Саксен-Вейсенфельских.

## Биография
Герцог Август был вторым сыном саксонского курфюрста Иоганна Георга I и его второй супруги, принцессы Магдалены Сибиллы Прусской, дочери герцога Пруссии Альбрехта Фридриха.
В возрасте 13 лет, 23 января 1628 года, Август был избран магдебургским соборным капитулом архиепископом с целью сместить тогдашнего руководителя епархии, Кристиана Вильгельма. Однако занять свой пост он смог лишь после того, как из города был изгнан его конкурент Леопольд Вильгельм Австрийский, получивший также титул архиепископа в 1631 году от римского папы после взятия Магдебурга имперскими войсками во время Тридцатилетней войны. В связи с тем, что в этот город вскоре после этого вошла протестантская шведская армия, Леопольд Вильгельм вынужден был бежать из Магдебурга, и по условиям Пражского мира 1635 года курфюршество Саксония смогло закрепить Магдебургское архиепископство за молодым Августом.
С уходом шведов в 1638 году из Галле и Магдебурга Август занял архиепископскую кафедру. Сохраняя нейтралитет в ходе военных действий и поддерживая дружеские отношения со шведским командующим Леннартом Торстенссоном, герцог Август поселился со своим двором в Галле. В 1647 году, в связи со вступлением в брак, он отказался от титула архиепископа, в то же время продолжая фактически оставаться руководителем (администратором) протестантской епархии Магдебурга.
При герцогском дворе в Галле Август собрал выдающихся музыкантов, композиторов и поэтов своего времени — органиста Кристиана Риттера, писателя Иоганна Бера, капельмейстера Самуэля Шейдта и других. В 1643 году герцог Август был записан князем Людвигом I в т. н. Плодоносное общество, просветительское, интеллектуально-литературное общество Германии середины XVII века. Девиз герцога в этом обществе был: Благочестив в добре (in Güte tugendhaft).
После смерти отца и исполнения его завещания в 1652 году Август, в результате обменов и округлений своих территорий в курфюршестве Саксония, сумел добиться значительных приращений земель Саксен-Вейсенфельса. Так, в апреле 1657 году он присоединил графство Барби, а также район Кверфурта. В 1660 году он начинает в Вейсенфельсе на горе Бургберг строительство дворца Ной-Августусбург на месте старого, разрушенного шведами замка.
15 июля 1667 года герцог Август по предложению сыновей скончавшегося ранее герцога Вильгельма IV Саксен-Веймарского возглавил Плодоносное общество.

## Семья
Первой супругой герцога Августа Саксен-Вейсенфельского была Анна Мария Мекленбургская. Свадьба их состоялась в Шверине 23 ноября 1647 года. Их дети:
- Магдалена Сибилла (1648—1681), замужем за герцогом Фридрихом I Саксен-Гота-Альтенбургским
- Иоганн Адольф (1649—1697), герцог Саксен-Вейсенфельс-Кверфурта, женат на Иоганне Магдалене Саксен-Альтенбургской, затем морганатическим браком на Кристине Вильгельмине фон Бюнау
- Август (3.12.1650, Галле — 11.8.1674, Галле), женат на Шарлотте Гессен-Эшвегской
- Кристиан (25.1.1652, Галле — 24.8.1689, Майнц), принц Саксен-Вейсенфельский, генерал-фельдмаршал
- Анна Мария (28.2.1653, Галле — 17.2.1671, Галле)
- София (1654—1724), замужем за князем Карлом Вильгельмом Ангальт-Цербстским
- Катарина (12.9.1655, Галле — 21.4.1663, Галле)
- Кристина (25.8.1656, Галле — 27.4.1698, Ойтин), замужем за Августом Фридрихом Шлезвиг-Гольштейн-Готторпским
- Генрих (1657—1728), женат на Елизавете Альбертине Ангальт-Дессауской
- Альбрехт (14.4.1659, Галле — 9.5.1692, Лейпциг), женат на Кристиане Терезии фон Лёвенштейн-Вертгейм-Рохефорт
- Елизавета (25.8.1660, Галле — 11.5.1663, Галле)
- Доротея (17.12.1662, Галле — 12.5.1663, Галле)

После смерти Анны Марии 11 декабря 1669 года герцог 29 января 1672 года в Галле женился вторично на Иоганне Вальпурге Лейнинген-Вестербургской, дочери графа Георга Вильгельма Лейнинген-Вестербургского. В этом браке родились трое детей:
- Фридрих (20.11.1673, Галле — 16.4.1715, Даме), женат на Эмилии Агнессе Ройс
- Мориц (5.1.1676, Галле — 12.9.1695, Шегед)
- сын (мертворождённый 1679)